# Anna Anka
Anna Anka (nacida en Polonia el 28 de abril de 1971) es una modelo, actriz y autora sueca-estadounidense. Estuvo casada con el cantante canadiense Paul Anka. Anka aparece en el reality show Svenska Hollywoodfruar.

## Primeros años de vida
Danuta Anna Kołodziejska nació en lo que entonces era la República Popular de Polonia (PRL). Su madre murió cuando era muy pequeña. A los 3 años, fue adoptada por una pareja sueca de apellido Åberg que vivía en Bjuv, Suecia. 
En 1994, se mudó a Estados Unidos tras obtener el octavo lugar en el certamen internacional Miss Hawaiian Tropic.
Anka se convirtió en una modelo profesional[cita requerida] y seis años más tarde fue contratada como entrenadora personal del músico Paul Anka.

## Carrera
Anka hizo una breve aparición en la película estadounidense  Dumb and Dumber, acreditada como Anna Åberg. Ella ya había tenido dos papeles en sueco: Hej allihopa ("Hola a todos") y Hej då ("Adiós"), y también ha interpretado papeles de menor importancia en películas como El Especialista y Drop Zone.
En 2005 tuvo un hijo llamado Ethan con Paul Anka. En 2008 se casó con Anka, y se convirtió en un ama de casa, pero en 2010 se divorciaron.
Anka ha publicado un libro de entrenamiento/capacitación denominado El libro de ejercicios de 30 minutos.

### Svenska Hollywoodfruar
En 2009, Anka se dio a conocer a un público más amplio en el reality show Svenska Hollywoodfruar donde era una de las tres mujeres suecas que vive en Hollywood. El programa, que ha sido mostrado en la televisión sueca TV3, tenía la más alta de las calificaciones de todos los tiempos, y estableció un nuevo récord de espectadores para un programa hecho por TV3.

### Artículo Newsmill
El 16 de septiembre de 2009, Anka fue entrevistada en el sitio de noticias suecas, Newsmill, en un artículo llamado "Jag vill bli en förebild för svenska kvinnor" ("Quiero ser un ejemplo para las mujeres suecas"). El artículo describe a los padres suecos como "trágicos con sus cambios de pañales y su igualdad" y las mujeres suecas en general como en mal estado y que han perdido contacto con su feminidad natural". Anka afirmó su deseo de convertirse en el modelo a seguir que Suecia necesita. El artículo recibió más de 100.000 visitas, otro récord para Newsmill.